# رزان مغربی
رزان مغربی (انگلیسی: Razan Moughrabi؛ زادهٔ ۱۹ اوت ۱۹۷۳) مجری تلویزیون، هنرپیشه، خوانندگی اهل لبنان است. وی از سال ۱۹۸۹ میلادی تاکنون مشغول فعالیت بوده‌است.